# Động đất Dalbandin 2011
Động đất Dalbandin 2011 là trận động đất xảy ra vào lúc 1:23 (theo giờ địa phương), ngày 18 tháng 1 năm 2011.
 Trận động đất có cường độ 7.2 richter, tâm chấn độ sâu khoảng 90 km. Hậu quả trận động đất đã làm 3 người thiệt mạng.